# Baffled, Not Beaten
Baffled, Not Beaten è un cortometraggio muto del 1913 diretto da J.P. McGowan.

## Produzione
Il film fu prodotto dalla Kalem Company.

## Distribuzione
Distribuito dalla General Film Company, il film uscì nelle sale cinematografiche USA il 25 luglio 1913.